# Kuper Range
Die Kuper Range (ehemaliger Name: Kuperberge) ist eine Bergkette im Landesinneren westlich des Huongolfs in Papua-Neuguinea. Die Bergkette liegt in der Provinz Morobe und erhielt ihren Namen in der deutschen Kolonialzeit, die das Gebiet im 19. und Anfang des 20. Jahrhunderts zunächst prägte.
Die Bergkette erstreckt sich über eine Länge von mehreren Kilometern in Ost-West-Richtung im zentralen Teil Neuguineas. Acht Kilometer im Südosten schließt sich der mit 2104 m etwas höhere Mount Yangaip an die Berge an.